# Funció d'una variable complexa diferenciable en sentit real
Aquest article serveix d'introducció a l'article sobre les equacions de Cauchy-Riemann. S'hi defineix les derivades parcials (respecte a {\displaystyle \ x,y} o {\displaystyle \ z,{\bar {z}}}) i la diferenciabilitat en sentit real de les funcions (de valor complex) d'una variable complexa.

Considerem aquí una funció {\displaystyle \ f:U\to \mathbb {C} } d'una variable complexa, definida en un obert U de {\displaystyle \mathbb {C} }. Emprem les notacions següents :
- la variable complexa {\displaystyle \ z} es nota per {\displaystyle \ x+i\,y}, on x, y són reals
- les parts real i imaginària de {\displaystyle \ f(z)=f(x+i\,y)} es noten respectivament per {\displaystyle \ P(x,y)} i {\displaystyle \ Q(x,y)}, és a dir : {\displaystyle \ f(z)=P(x,y)+i\,Q(x,y)}, on {\displaystyle \ P,\,Q} són dues funcions reals de dues variables reals.

## Derivades parcials d'una funció d'una variable complexa

### Derivades parcials respecte axiy
Definició : sigui {\displaystyle \ z_{0}=x_{0}+i\,y_{0}\in U}, on {\displaystyle \ x_{0},\,y_{0}} són reals.
- diem que f té derivada parcial (primera) al punt {\displaystyle \ z_{0}} respecte a la variable x, notada per {\displaystyle {\frac {\partial f}{\partial x}}(z_{0})} si existeix el límit (finit) {\displaystyle {\frac {\partial f}{\partial x}}(z_{0})=\lim _{u\to 0,\,u\,\in \,\mathbb {R} ^{*}}{\frac {f(z_{0}+u)-f(z_{0})}{u}}}
- diem que f té derivada parcial (primera) al punt {\displaystyle \ z_{0}} respecte a la variable y, notada per {\displaystyle {\frac {\partial f}{\partial y}}(z_{0})} si existeix el límit (finit) {\displaystyle {\frac {\partial f}{\partial y}}(z_{0})=\lim _{v\to 0,\,v\,\in \,\mathbb {R} ^{*}}{\frac {f(z_{0}+i\,v)-f(z_{0})}{v}}}

Propietat :
- la derivada parcial {\displaystyle {\frac {\partial f}{\partial x}}(z_{0})} existeix si i només si les derivades parcials {\displaystyle {\frac {\partial P}{\partial x}}(x_{0},y_{0})}, {\displaystyle {\frac {\partial Q}{\partial x}}(x_{0},y_{0})} existeixen, i aleshores {\displaystyle {\frac {\partial f}{\partial x}}(z_{0})={\frac {\partial P}{\partial x}}(x_{0},y_{0})+i\,{\frac {\partial Q}{\partial x}}(x_{0},y_{0})}
- la derivada parcial {\displaystyle {\frac {\partial f}{\partial y}}(z_{0})} existeix si i només si les derivades parcials {\displaystyle {\frac {\partial P}{\partial y}}(x_{0},y_{0})}, {\displaystyle {\frac {\partial Q}{\partial y}}(x_{0},y_{0})} existeixen, i aleshores {\displaystyle {\frac {\partial f}{\partial y}}(z_{0})={\frac {\partial P}{\partial y}}(x_{0},y_{0})+i\,{\frac {\partial Q}{\partial y}}(x_{0},y_{0})}

Derivades parcials d'ordre superior :
- si, per exemple, {\displaystyle {\frac {\partial f}{\partial x}}(z_{0})} existeix en tot punt {\displaystyle \ z_{0}\in U}, es defineix la funció {\displaystyle {\frac {\partial f}{\partial x}}:U\to \mathbb {C} ,\,z\mapsto {\frac {\partial f}{\partial x}}(z)}
- si, a més a més, la funció {\displaystyle {\frac {\partial f}{\partial x}}} té derivada parcial primera al punt {\displaystyle \ z_{0}} respecte a la variable x, la notem per {\displaystyle {\frac {\partial ^{2}f}{\partial x^{2}}}(z_{0})} : {\displaystyle {\frac {\partial ^{2}f}{\partial x^{2}}}(z_{0})={\frac {\partial }{\partial x}}\left({\frac {\partial f}{\partial x}}\right)(z_{0})}. Semblantment, si existeix {\displaystyle {\frac {\partial }{\partial y}}\left({\frac {\partial f}{\partial x}}\right)(z_{0})}, la notem per {\displaystyle {\frac {\partial ^{2}f}{\partial y\partial x}}(z_{0})}, etc.

### Derivades parcials respecte az{\displaystyle \ z}iz¯{\displaystyle \ {\bar {z}}}
Definició : suposem que f tingui derivades parcials primeres respecte a x i y al punt {\displaystyle \ z_{0}}. Aleshores, definim :
- {\displaystyle {\frac {\partial f}{\partial z}}(z_{0})={\frac {1}{2}}\,\left({\frac {\partial f}{\partial x}}(z_{0})-i\,{\frac {\partial f}{\partial y}}(z_{0})\right)}
- {\displaystyle {\frac {\partial f}{\partial {\bar {z}}}}(z_{0})={\frac {1}{2}}\,\left({\frac {\partial f}{\partial x}}(z_{0})+i\,{\frac {\partial f}{\partial y}}(z_{0})\right)}

Propietat : en conservar les hipòtesis precedents
- {\displaystyle {\frac {\partial f}{\partial x}}(z_{0})={\frac {\partial f}{\partial z}}(z_{0})+{\frac {\partial f}{\partial {\bar {z}}}}(z_{0})}
- {\displaystyle {\frac {\partial f}{\partial y}}(z_{0})=i\,\left({\frac {\partial f}{\partial z}}(z_{0})-{\frac {\partial f}{\partial {\bar {z}}}}(z_{0})\right)}

## Diferenciabilitat en sentit real de les funcions d'una variable complexa
Es diu que una funció d'una variable complexa és diferenciable en sentit real, o {\displaystyle \mathbb {R} }-diferenciable en un punt si es pot aproximar localment (a l'entorn d'aquell punt) per la suma d'una constant i d'una funció {\displaystyle \mathbb {R} }-lineal, anomenada diferencial.
- Definició : diem que una aplicació {\displaystyle L:\mathbb {C} \to \mathbb {C} } és {\displaystyle \mathbb {R} }-lineal si : {\displaystyle \forall \,\alpha \in \mathbb {R} ,\forall \,\beta \in \mathbb {R} ,\forall \,z\in \mathbb {C} ,\forall \,w\in \mathbb {C} ,L(\alpha \,z+\beta \,w)=\alpha L(z)+\beta L(w)}.
  - (aleshores : {\displaystyle \forall u\in \mathbb {R} ,\,\forall v\in \mathbb {R} ,\,L(u+i\,v)=uL(1)+vL(i)})

- Definició : diem que la funció {\displaystyle \ f:U\to \mathbb {C} } és {\displaystyle \mathbb {R} }-diferenciable en un punt {\displaystyle z_{0}\in U} si existeixen una aplicació {\displaystyle \mathbb {R} }-lineal {\displaystyle L:\mathbb {C} \to \mathbb {C} } i una funció {\displaystyle \ \epsilon } d'una variable complexa tals que {\displaystyle \epsilon (h)\to 0} quan {\displaystyle h\to 0} i {\displaystyle f(z_{0}+h)=f(z_{0})+L(h)+h\,\epsilon (h)} (suposant que {\displaystyle \ |h|<r}, on r és el radi d'una bola tal que {\displaystyle \ B(z_{0},\,r)\subset U}).
  - Quan existeix, l'aplicació L és única (a conseqüència de la propietat següent); s'anomena {\displaystyle \mathbb {R} }-diferencial o diferencial de {\displaystyle \ f} en {\displaystyle \ z_{0}} i es nota habitualment per {\displaystyle \ df(z_{0})}.
  - Diem que {\displaystyle \ f} és {\displaystyle \mathbb {R} }-diferenciable en U si és {\displaystyle \mathbb {R} }-diferenciable en tot punt de U.

- Propietat : quan {\displaystyle \ f} és {\displaystyle \mathbb {R} }-diferenciable en un punt {\displaystyle \ z_{0}\in U}, aleshores
  - és contínua en {\displaystyle \ z_{0}}
  - té derivades parcials primeres en {\displaystyle z_{0}}, i
    - {\displaystyle {\frac {\partial f}{\partial x}}(z_{0})=L(1)=df(z_{0})(1)}
    - {\displaystyle {\frac {\partial f}{\partial y}}(z_{0})=L(i)=df(z_{0})(i)}.

demostració :
- continuïtat : {\displaystyle f(z_{0}+h)=f(z_{0})+L(h)+h\,\epsilon (h)\to f(z_{0})} quan {\displaystyle h\to 0} perquè {\displaystyle L(h)\to 0} (la {\displaystyle \mathbb {R} }-diferencial L és un endomorfisme d'un espai vectorial de dimensió finita, per tant és contínua) i {\displaystyle h\,\epsilon (h)\to 0}.
- existència i expressió de les derivades parcials primeres :
  - per a tot u real tal que {\displaystyle \ |u|<r}, {\displaystyle f(z_{0}+u)=f(z_{0})+L(u)+u\,\epsilon (u)=f(z_{0})+uL(1)+u\,\epsilon (u)}; per tant, si {\displaystyle u\neq 0}, {\displaystyle {\frac {f(z_{0}+u)-f(z_{0})}{u}}=L(1)+\epsilon (u)\to L(1)} quan {\displaystyle u\to 0} : això prova l'existència de la derivada parcial de la funció {\displaystyle \ f} en {\displaystyle \ z_{0}} respecte a {\displaystyle \ x}, i la igualtat {\displaystyle {\frac {\partial f}{\partial x}}(z_{0})=L(1)}
  - per a tot v real tal que {\displaystyle \ |v|<r}, {\displaystyle f(z_{0}+i\,v)=f(z_{0})+L(i\,v)+i\,v\,\epsilon (i\,v)=f(z_{0})+vL(i)+i\,v\,\epsilon (i\,v)}; per tant, si {\displaystyle v\neq 0}, {\displaystyle {\frac {f(z_{0}+i\,v)-f(z_{0})}{v}}=L(i)+i\,\epsilon (i\,v)\to L(i)} quan {\displaystyle v\to 0} : això prova l'existència de la derivada parcial de la funció {\displaystyle \ f} en {\displaystyle \ z_{0}} respecte a {\displaystyle \ y}, i la igualtat {\displaystyle {\frac {\partial f}{\partial y}}(z_{0})=L(i)}.

- Teorema : una condició suficient (no necessària) de {\displaystyle \mathbb {R} }-diferenciabilitat en un punt, o en un obert.
  - si {\displaystyle \ f} té derivades parcials primeres respecte a x i y (o a {\displaystyle \ z} i {\displaystyle \ {\bar {z}}}) en tot punt d'un entorn de {\displaystyle \ z_{0}\in U}, i si {\displaystyle {\frac {\partial f}{\partial x}}}, {\displaystyle {\frac {\partial f}{\partial y}}} (o {\displaystyle {\frac {\partial f}{\partial z}}}, {\displaystyle {\frac {\partial f}{\partial {\bar {z}}}}}) són contínues en {\displaystyle \ z_{0}}, aleshores {\displaystyle \ f} és {\displaystyle \mathbb {R} }-diferenciable en {\displaystyle \ z_{0}}
  - en particular, si {\displaystyle \ f} té derivades parcials primeres respecte a x i y (o a {\displaystyle \ z} i {\displaystyle \ {\bar {z}}}) definides i contínues en tot punt de U, la funció {\displaystyle \ f} és {\displaystyle \mathbb {R} }-diferenciable en U. En aquest cas, es diu que {\displaystyle \ f} és {\displaystyle \mathbb {R} }-contínuament diferenciable en U, o de classe {\displaystyle \ C^{1}} en U.